# DSA-460
La DSA-460 es una carretera perteneciente a la Red Primaria de la Diputación Provincial de Salamanca que une las localidades de Vitigudino y Lumbrales.
Además de estas dos localidades, también pasa por Yecla de Yeltes, Bogajo, Fuenteliante, y Bañobárez, y atraviesa la carretera autonómica SA-325.
Actualmente existe un proyecto de reforma para que en los próximos años se mejore y amplíe el firme.

## Recorrido
La carretera DSA-460 tiene su origen en Vitigudino en la intersección con la carretera CL-517 y termina en la intersección con la carretera SA-324 en Lumbrales formando parte de la Red de carreteras de Salamanca.
| Vitigudino (Intersección con ) - Olmedo de Camaces (Intersección con ) | Vitigudino (Intersección con ) - Olmedo de Camaces (Intersección con ) | Vitigudino (Intersección con ) - Olmedo de Camaces (Intersección con ) | Vitigudino (Intersección con ) - Olmedo de Camaces (Intersección con ) | Vitigudino (Intersección con ) - Olmedo de Camaces (Intersección con ) | Vitigudino (Intersección con ) - Olmedo de Camaces (Intersección con ) | Vitigudino (Intersección con ) - Olmedo de Camaces (Intersección con ) | Vitigudino (Intersección con ) - Olmedo de Camaces (Intersección con ) | Vitigudino (Intersección con ) - Olmedo de Camaces (Intersección con ) | Vitigudino (Intersección con ) - Olmedo de Camaces (Intersección con ) | Vitigudino (Intersección con ) - Olmedo de Camaces (Intersección con ) |
| Esquema                                                                | PK                                                                     | Sentido Lumbrales                                                      | Sentido Lumbrales                                                      | Sentido Lumbrales                                                      | Sentido Lumbrales                                                      | Sentido Vitigudino                                                     | Sentido Vitigudino                                                     | Sentido Vitigudino                                                     | Sentido Vitigudino                                                     | Incidencias                                                            |
| Esquema                                                                | PK                                                                     | Velocidad                                                              | Elemento                                                               | Salida                                                                 | Salida                                                                 | Salida                                                                 | Salida                                                                 | Elemento                                                               | Velocidad                                                              | Incidencias                                                            |
| Esquema                                                                | PK                                                                     | Velocidad                                                              | Elemento                                                               | Dir.                                                                   | Nombre                                                                 | Nombre                                                                 | Dir.                                                                   | Elemento                                                               | Velocidad                                                              | Incidencias                                                            |
| ---------------------------------------------------------------------- | ---------------------------------------------------------------------- | ---------------------------------------------------------------------- | ---------------------------------------------------------------------- | ---------------------------------------------------------------------- | ---------------------------------------------------------------------- | ---------------------------------------------------------------------- | ---------------------------------------------------------------------- | ---------------------------------------------------------------------- | ---------------------------------------------------------------------- | ---------------------------------------------------------------------- |
|                                                                        | 0,0                                                                    |                                                                        |                                                                        | Salamanca Villar de Peralonso                                          | Salamanca Villar de Peralonso                                          | Salamanca Villar de Peralonso                                          |                                                                        |                                                                        |                                                                        |                                                                        |
| Cerralbo Lumbrales                                                     | 0,0                                                                    |                                                                        |                                                                        |                                                                        |                                                                        |                                                                        |                                                                        |                                                                        |                                                                        |                                                                        |
|                                                                        | 0,1                                                                    |                                                                        |                                                                        | VITIGUDINO                                                             | VITIGUDINO                                                             | VITIGUDINO                                                             | VITIGUDINO                                                             |                                                                        |                                                                        |                                                                        |
|                                                                        | 0,4                                                                    |                                                                        |                                                                        | Valderrodrigo                                                          | Valderrodrigo                                                          | Valderrodrigo                                                          | Valderrodrigo                                                          |                                                                        |                                                                        |                                                                        |
|                                                                        | 0,5                                                                    |                                                                        |                                                                        |                                                                        | Yecla de Yeltes                                                        | Yecla de Yeltes                                                        |                                                                        |                                                                        |                                                                        |                                                                        |
|                                                                        | 0,5                                                                    | Centro Urbano                                                          |                                                                        |                                                                        |                                                                        |                                                                        |                                                                        |                                                                        |                                                                        |                                                                        |
|                                                                        | 0,5                                                                    | Calle de la Asadura                                                    |                                                                        |                                                                        |                                                                        |                                                                        |                                                                        |                                                                        |                                                                        |                                                                        |
|                                                                        | 0,5                                                                    | Todas direcciones                                                      |                                                                        |                                                                        |                                                                        |                                                                        |                                                                        |                                                                        |                                                                        |                                                                        |
|                                                                        | 0,9                                                                    |                                                                        |                                                                        |                                                                        | Yecla de Yeltes                                                        | Yecla de Yeltes                                                        |                                                                        |                                                                        |                                                                        |                                                                        |
|                                                                        | 0,9                                                                    | Moronta                                                                |                                                                        |                                                                        |                                                                        |                                                                        |                                                                        |                                                                        |                                                                        |                                                                        |
|                                                                        | 0,9                                                                    | Salamanca                                                              |                                                                        |                                                                        |                                                                        |                                                                        |                                                                        |                                                                        |                                                                        |                                                                        |
|                                                                        | 0,9                                                                    | Lumbrales                                                              |                                                                        |                                                                        |                                                                        |                                                                        |                                                                        |                                                                        |                                                                        |                                                                        |
|                                                                        | 1,4                                                                    |                                                                        |                                                                        | VITIGUDINO                                                             | VITIGUDINO                                                             | VITIGUDINO                                                             | VITIGUDINO                                                             |                                                                        |                                                                        |                                                                        |
|                                                                        | 6,9                                                                    |                                                                        |                                                                        | Guadramiro                                                             | Guadramiro                                                             | Guadramiro                                                             | Guadramiro                                                             |                                                                        |                                                                        |                                                                        |
|                                                                        | 7,0                                                                    |                                                                        |                                                                        | YECLA DE YELTES                                                        | YECLA DE YELTES                                                        | YECLA DE YELTES                                                        | YECLA DE YELTES                                                        |                                                                        |                                                                        |                                                                        |
|                                                                        | 7,0                                                                    |                                                                        |                                                                        | Pozos de Hinojo                                                        | Pozos de Hinojo                                                        | Pozos de Hinojo                                                        | Pozos de Hinojo                                                        |                                                                        |                                                                        |                                                                        |
|                                                                        | 7,3                                                                    |                                                                        |                                                                        |                                                                        | Villavieja de Yeltes                                                   | Villavieja de Yeltes                                                   |                                                                        |                                                                        |                                                                        |                                                                        |
|                                                                        | 7,4                                                                    |                                                                        |                                                                        | YECLA DE YELTES                                                        | YECLA DE YELTES                                                        | YECLA DE YELTES                                                        | YECLA DE YELTES                                                        |                                                                        |                                                                        |                                                                        |
|                                                                        | 7,9                                                                    |                                                                        |                                                                        | Gema                                                                   | Gema                                                                   | Gema                                                                   | Gema                                                                   |                                                                        |                                                                        |                                                                        |
|                                                                        | 11,6                                                                   |                                                                        |                                                                        | Río Huebra                                                             | Río Huebra                                                             | Río Huebra                                                             | Río Huebra                                                             |                                                                        |                                                                        |                                                                        |
|                                                                        | 15,0                                                                   |                                                                        |                                                                        | BOGAJO                                                                 | BOGAJO                                                                 | BOGAJO                                                                 | BOGAJO                                                                 |                                                                        |                                                                        |                                                                        |
|                                                                        | 15,5                                                                   |                                                                        |                                                                        | BOGAJO                                                                 | BOGAJO                                                                 | BOGAJO                                                                 | BOGAJO                                                                 |                                                                        |                                                                        |                                                                        |
|                                                                        | 15,6                                                                   |                                                                        |                                                                        |                                                                        | Cerralbo                                                               | Cerralbo                                                               |                                                                        |                                                                        |                                                                        |                                                                        |
|                                                                        | 15,6                                                                   | Villavieja de Yeltes La Fuente de San Esteban                          |                                                                        |                                                                        |                                                                        |                                                                        |                                                                        |                                                                        |                                                                        |                                                                        |
|                                                                        | 18,5                                                                   |                                                                        |                                                                        | Estación de Bogajo                                                     | Estación de Bogajo                                                     | Estación de Bogajo                                                     | Estación de Bogajo                                                     |                                                                        |                                                                        |                                                                        |
|                                                                        | 18,9                                                                   |                                                                        |                                                                        | B.I.C. Línea Férrea La Fuente de San Esteban-La Fregeneda              | B.I.C. Línea Férrea La Fuente de San Esteban-La Fregeneda              | B.I.C. Línea Férrea La Fuente de San Esteban-La Fregeneda              | B.I.C. Línea Férrea La Fuente de San Esteban-La Fregeneda              |                                                                        |                                                                        |                                                                        |
|                                                                        | 20,6                                                                   |                                                                        |                                                                        | FUENTELIANTE                                                           | FUENTELIANTE                                                           | FUENTELIANTE                                                           | FUENTELIANTE                                                           |                                                                        |                                                                        |                                                                        |
|                                                                        | 21,2                                                                   |                                                                        |                                                                        | FUENTELIANTE                                                           | FUENTELIANTE                                                           | FUENTELIANTE                                                           | FUENTELIANTE                                                           |                                                                        |                                                                        |                                                                        |
|                                                                        | 21,3                                                                   |                                                                        |                                                                        | Río Camaces                                                            | Río Camaces                                                            | Río Camaces                                                            | Río Camaces                                                            |                                                                        |                                                                        |                                                                        |
|                                                                        | 21,4                                                                   |                                                                        |                                                                        | Centenares                                                             | Centenares                                                             | Centenares                                                             | Centenares                                                             |                                                                        |                                                                        |                                                                        |
|                                                                        | 25,3                                                                   |                                                                        |                                                                        | BAÑOBÁREZ                                                              | BAÑOBÁREZ                                                              | BAÑOBÁREZ                                                              | BAÑOBÁREZ                                                              |                                                                        |                                                                        |                                                                        |
|                                                                        | 26,0                                                                   |                                                                        |                                                                        | BAÑOBÁREZ                                                              | BAÑOBÁREZ                                                              | BAÑOBÁREZ                                                              | BAÑOBÁREZ                                                              |                                                                        |                                                                        |                                                                        |
|                                                                        | 29,1                                                                   |                                                                        |                                                                        | San Felices de los Gallegos                                            | San Felices de los Gallegos                                            | San Felices de los Gallegos                                            | San Felices de los Gallegos                                            |                                                                        |                                                                        |                                                                        |
|                                                                        | 29,2                                                                   |                                                                        |                                                                        | Olmedo de Camaces Cerralbo                                             | Olmedo de Camaces Cerralbo                                             | Olmedo de Camaces Cerralbo                                             | Olmedo de Camaces Cerralbo                                             |                                                                        |                                                                        |                                                                        |
|                                                                        | 39,6                                                                   |                                                                        |                                                                        | Río Froya                                                              | Río Froya                                                              | Río Froya                                                              | Río Froya                                                              |                                                                        |                                                                        |                                                                        |
|                                                                        | 39,8                                                                   |                                                                        |                                                                        | LUMBRALES                                                              | LUMBRALES                                                              | LUMBRALES                                                              | LUMBRALES                                                              |                                                                        |                                                                        |                                                                        |
|                                                                        | 39,900                                                                 |                                                                        |                                                                        |                                                                        | Todas direcciones Vilvestre Bermellar                                  | Todas direcciones Vilvestre Bermellar                                  | Todas direcciones Vilvestre Bermellar                                  |                                                                        |                                                                        |                                                                        |
|                                                                        | 39,900                                                                 | San Felices de los Gallegos Ciudad Rodrigo Sobradillo La Redonda       |                                                                        |                                                                        |                                                                        |                                                                        |                                                                        |                                                                        |                                                                        |                                                                        |